# Melanostomias bartonbeani
Melanostomias bartonbeani és una espècie de peix de la família dels estòmids i de l'ordre dels estomiformes.

## Morfologia
- Els mascles poden assolir 26,2 cm de longitud total.[4][5]

## Depredadors
És depredat per Deania calcea.

## Hàbitat
És un peix marí i d'aigües profundes que viu entre 25-2.000 m de fondària.

## Distribució geogràfica
Es troba a l'Atlàntic oriental, l'Atlàntic occidental, l'Atlàntic nord-occidental (Canadà), l'Índic i el Pacífic.